# Čavoj
Čavoj je obec na Slovensku v okrese Prievidza v Trenčínském kraji ležící v pohoří Strážovské vrchy. Žije zde 497 obyvatel.

## Přírodní poměry
Vesnice stojí v pohoří Strážovské vrchy. Jihovýchodně od ní se nachází vrch Temešská skála, který je i s okolím součástí chráněného areálu Temešská skála.

## Starostové
- 2002–2005: Peter Hofer (nezávislý)
- 2006–2014: Ján Novotka (ĽS-HZDS), (doplňovací volby 25. března 2006)
- 2014: Ján Halaška (nezávislý)

## Pamětihodnosti
V obci je římskokatolický kostel svaté Doroty z roku 1611.

## Osobnosti
Ve vsi se narodil Anton Horváth (1846–1923), pedagog, osvětový pracovník a spisovatel. V Čavoji se narodil ekonom a pedagog Jozef Vaško.

## Galerie

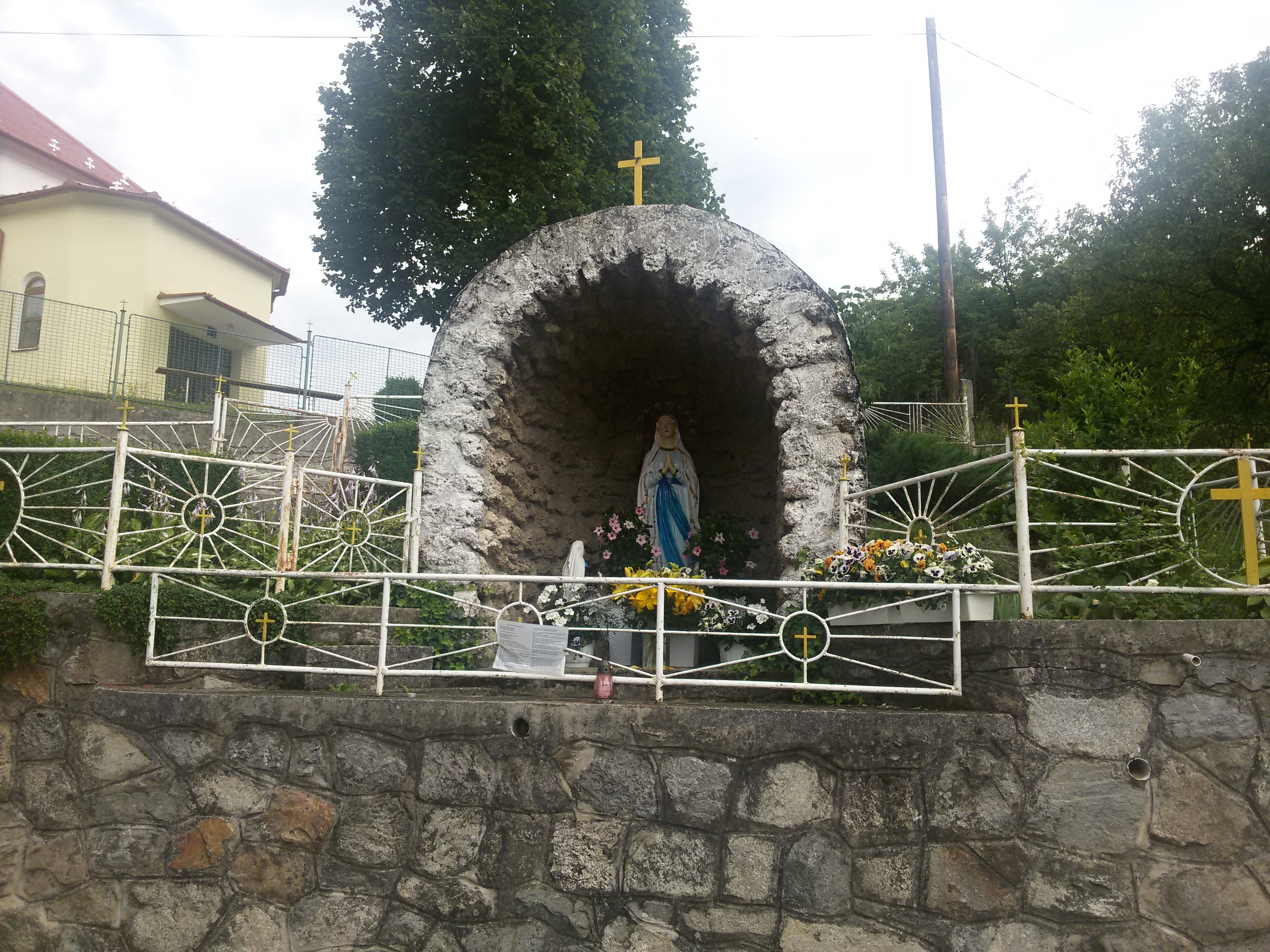
kaple
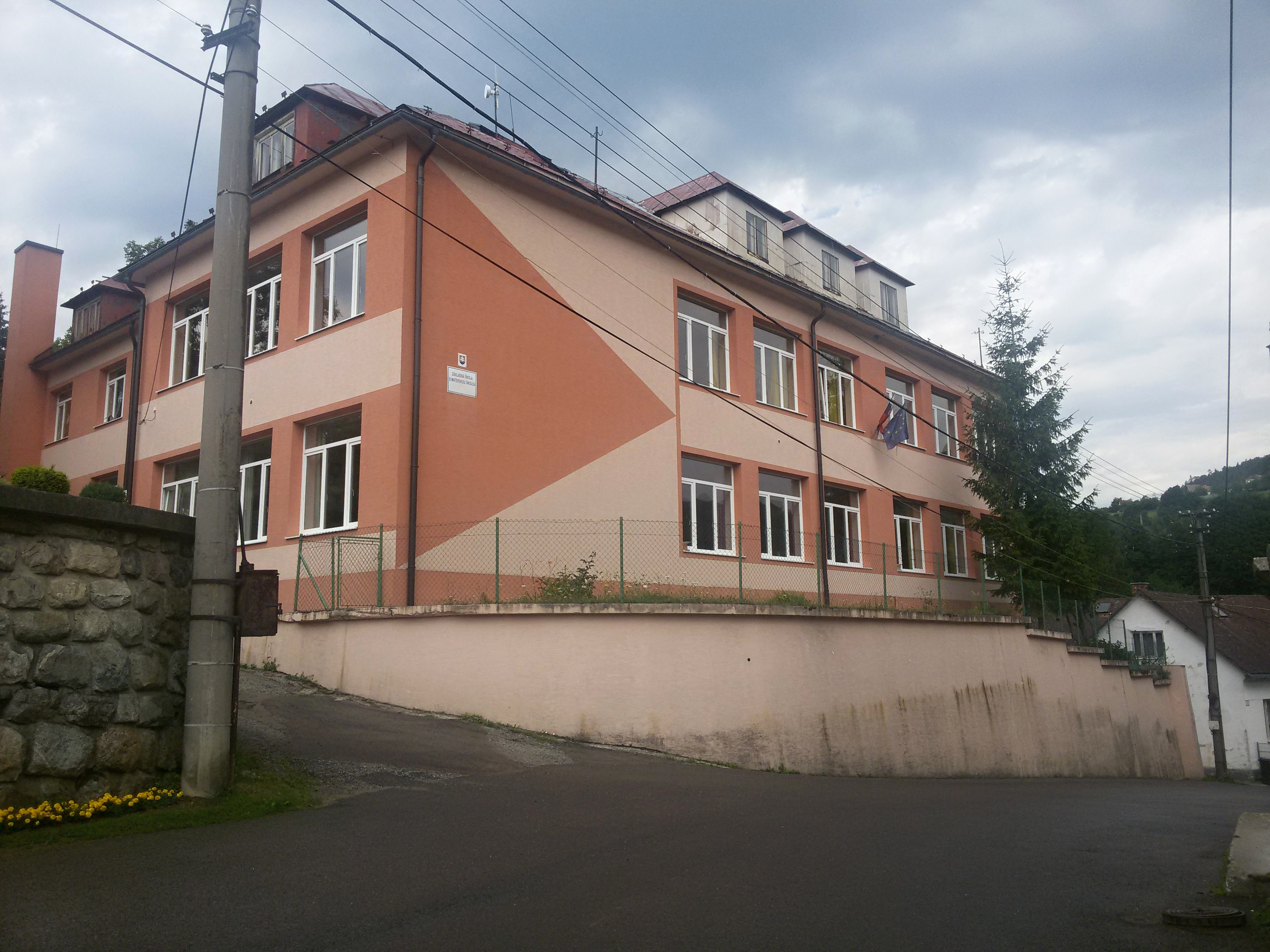
Škola
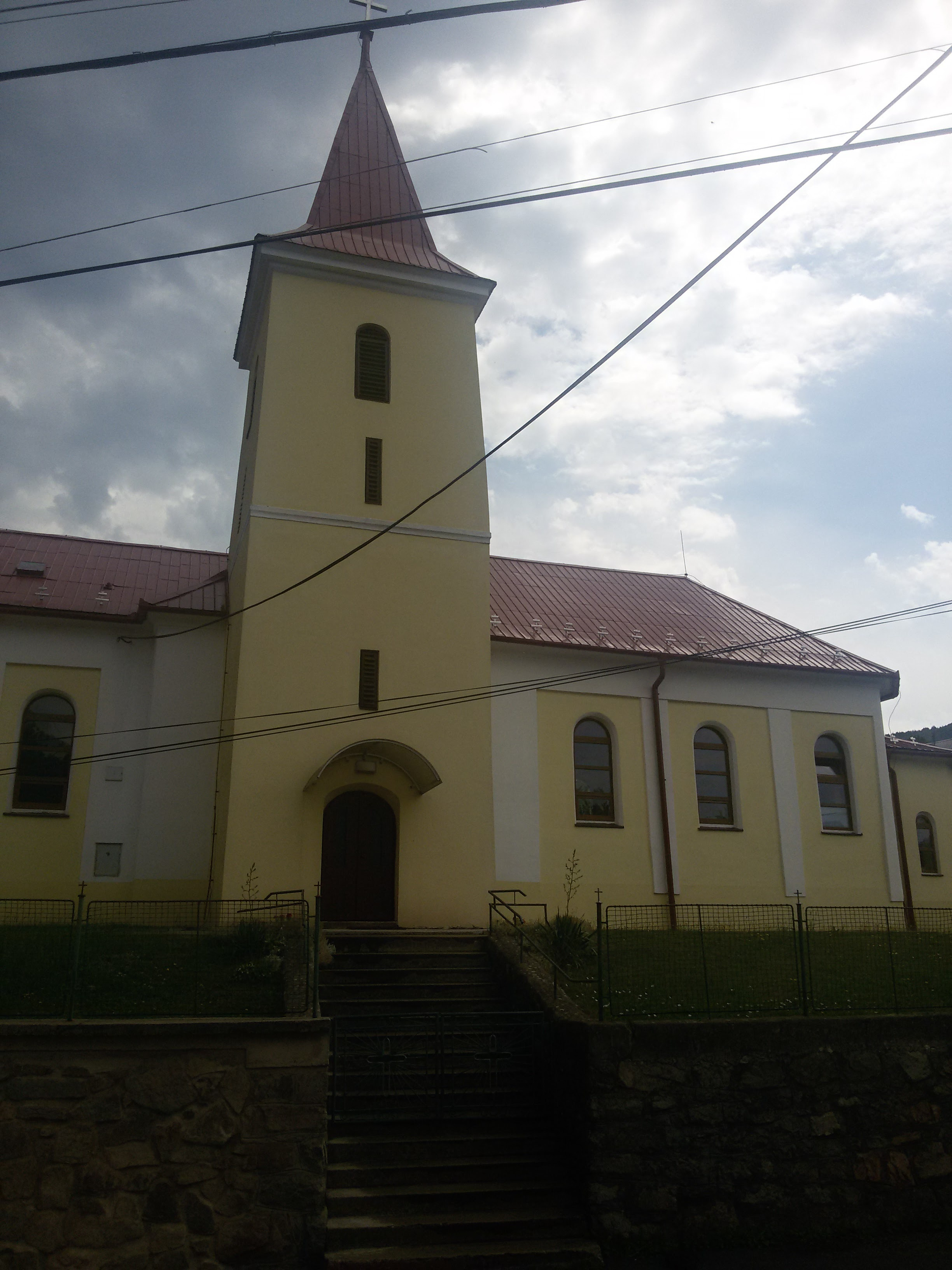
kostel
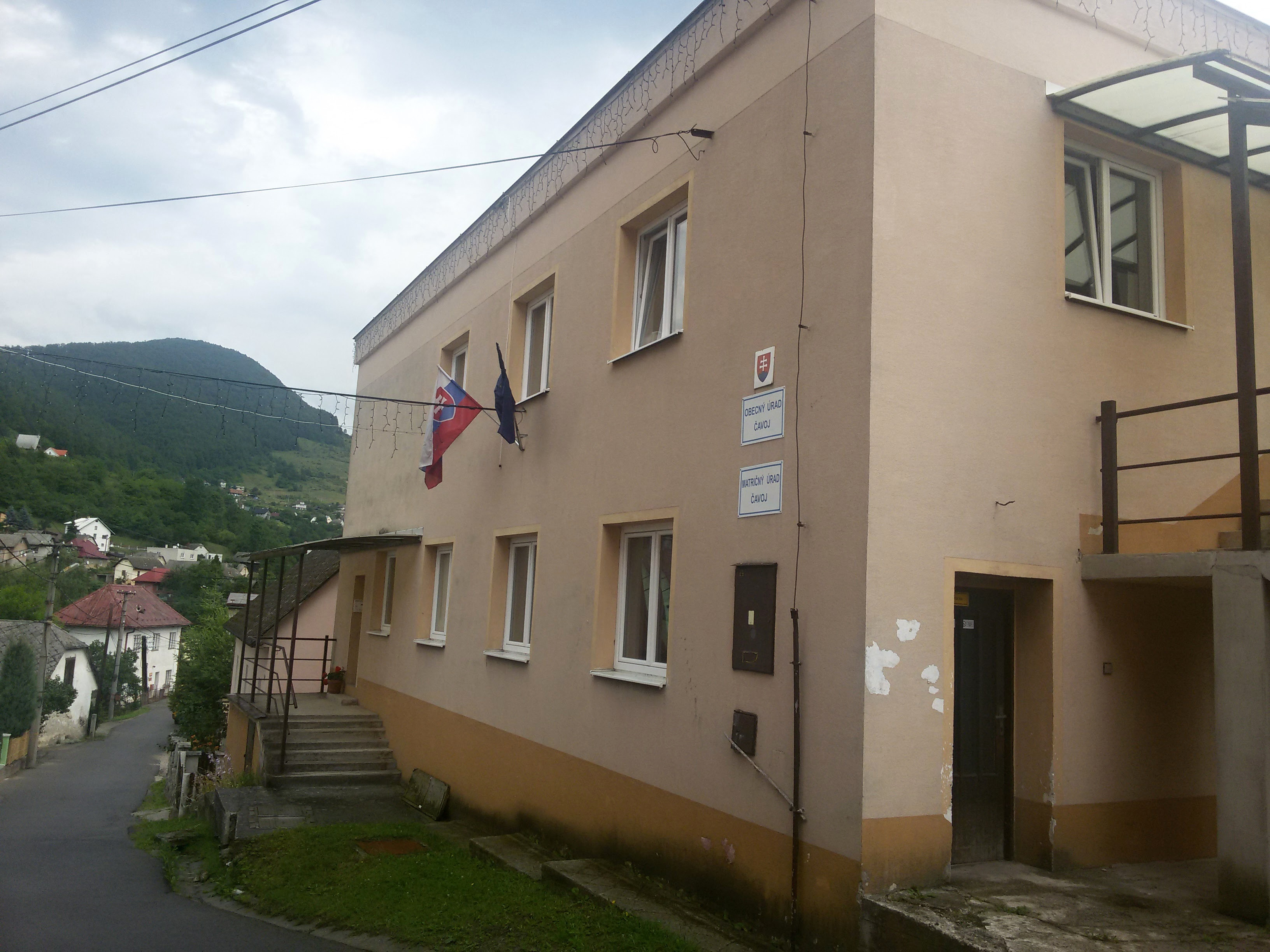
Obecní úřad